# Обуховщина (Гомельская область)
Обуховщина (бел. Абухаўшчына) — деревня в Юровичском сельсовете Калинковичского района Гомельской области Белоруссии.

## География

### Расположение
В 32 км на юго-восток от районного центра и железнодорожной станции Калинковичи (на линии Гомель — Лунинец), 166 км от Гомеля.

### Гидрография
На западе пойма реки Припять.

## Транспортная сеть
Транспортные связи по просёлочной, затем автомобильной дороге Гомель — Лунинец. Планировка состоит из прямолинейной улицы с переулком, ориентированной меридионально и застроенной двусторонне, деревянными крестьянскими усадьбами.

## История
По письменным источникам известна с начала XIX века как деревня в Юровичской волости Речицкого уезда. В 1850 году во владении помещика Обуховича. В 1876 году 2162 десятины земли и 3 конные мельницы. В 1879 году обозначена как селение в Юровичском церковном приходе. Согласно переписи 1897 года действовали школа грамоты, хлебозапасный магазин.
В 1931 году организован колхоз «Красная Обуховщина». Во время Великой Отечественной войны в июне 1943 года оккупанты сожгли деревню и убили 6 жителей. 60 жителей погибли на фронте. В 1970 году в составе колхоза «50 лет БССР» (центр — деревня Берёзовка).
До 28 ноября 2013 года входила в Берёзовский сельсовет. После упразднения сельсовета присоединена к Юровичскому сельсовету.

## Население
- 1834 год — 25 дворов.
- 1850 год — 26 дворов, 217 жителей.
- 1897 год — 39 дворов, 524 жителя (согласно переписи).
- 1908 год — 44 двора.
- 1930 год — 79 дворов, 432 жителя.
- 1940 год — 90 дворов.
- 1959 год — 360 жителей (согласно переписи).
- 1970 год — 327 жителей.
- 2004 год — 32 хозяйства, 50 жителей.